# Hippotherium
Hippotherium — викопний рід коней, який існував протягом міоцену — пліоцену ~13,65—3,3 млн років тому. Скам'янілості знайдено у Європі, Африці та Західній Азії.